# محمية الموجب للمحيط الحيوي

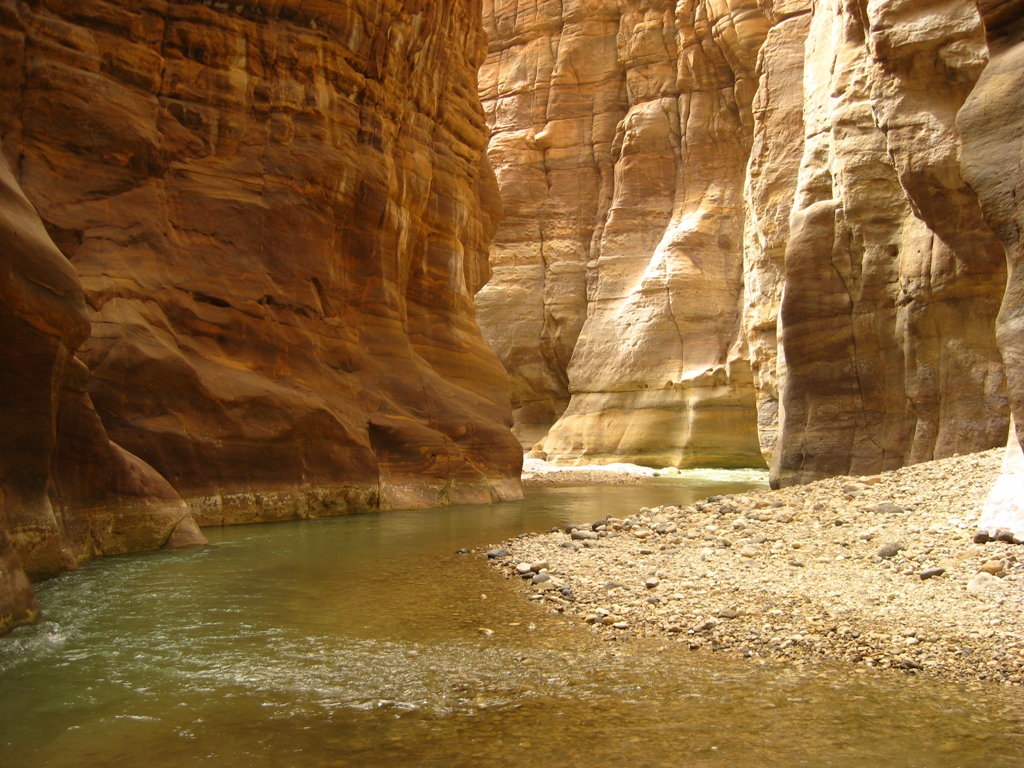
محمية الموجب

محمية الموجب (بالإنجليزية: Mujib Biosphere Reserve)‏ محمية أردنية ومن أكبرها، على بعد حوالي 90 كم من مدينة عمّان، على امتداد وادي الموجب، على بعد حوالي (32) كم شمال مدينة الكرك، وهو واد سحيق يمر فيه نهر الموجب وتخترقه طريق (الكرك – مادبا - عمان).

## الجغرافيا
مساحة المحمية 216 كم2، ويتراوح مستواها ما بين 400 متر تحت سطح البحر إلى 800 متر فوق سطح البحر. وفي أدنى مستوياتها تعد أخفض محمية على وجه الأرض، ويقع جزء من المحمية على ساحل البحر الميت،
التفاوت في الارتفاع والجغرافيا حيث تتكون المحمية من سلاسل جبلية صخرية وعرة، وأودية ذات مياه نظيفة دائمة الجريان في الأنهر والسيول ويمر من خلالها نهران هما نهر الموجب ونهر الهيدان اللذان يتقاطعان داخل المحمية في منطقة (الملاقي) ليكملا طريقهما سوية إلى البحر الميت. أدى إلى وجود أنماط متنوعة من الحياة البرية من نباتات وحيوانات ففي المنطقة العلوية يسود مناخ البحر الأبيض المتوسط ويليه في الارتفاع مناخ الهضبة الإيرانية وفي المنطقة السفلية يسود المناخ الصحراوي ومناخ النبت السوداني وكل هذه المناطق تتميز بوجود أنواع من النباتات والحيوانات لها خصائصها المختلفة.

## أهميتها
تمتاز المحمية بوجود الينابيع المعدنية وبعض النباتات النادرة مثل زهرة الأوركيد وأشجار الطرفة والأكاسيا والدفلة والنخيل. وقد تم تسجيل (63) عائلة نباتية تضم حوالي (400) نوع من النباتات داخل المحمية.

كما يعيش فيها العديد من الحيوانات البرية مثل الماعز الجبلي و(البدن) وهو نوع من الماعز، الغزال الجبلي، الذئب، الوبر، والضبع المخططة، والقطط البرية مثل الوشق النادر الوجود في الأردن والنموس وغيرها.

كما توجد في المحمية أنواع كثيرة من الطيور بلغ عدد أنواعها أكثر من (150) من بين المحلية والمهاجرة منها الشنار والسفرج والقبرة المتوجة والابلق الحزين والسوادية والبلبل والغراب المروحي الذنب مثل الرخمة المصرية، وعقاب البادية والعويسق وعقاب بونيللي، ويتواجد الطائر الوردي السينائي الذي اعتبر طائرا وطنيا.

## عن المحمية
في محمية الموجب مواقع أثرية ترجع إلى العصور القديمة وتمتد حتى عصرنا الحاضر مرورا بالعصور الرومانية والإسلامية، يضاف إلى ذلك ما لهذه المحمية من أهمية تاريخية مرتبطة بالأديان السماوية. تقدم المحمية للسياح رحلة المغامرات في نهر الموجب والتي تتضمن السباحة والتسلق ومشاهدة المناظر الطبيعية وغيرها من النشاطات.